# Grevar av Kyselovs
Grevar av Kyselovs - Grevarna Kiselevs är en gammal östeuropeisk adelsfamilj, vars första omnämnande går tillbaka till 1100-talet. 

## Släkthistoria
På 1100-talet, i Kievriket (Medeltida stat på det moderna Ukrainas territorium), under prins Vladimir Monomakhs regeringstid, kom den polske aristokraten Sventold Kisel (Förmodligen var han av skandinaviskt ursprung) till Kiev och trädde i prinsens tjänst, där han steg till guvernörsgraden. 
När Kiev belägrades av Pechenegerna, och folket och soldaterna förlorade tron på sig själva och sin stridsanda, och bestämde sig för att Gud inte hjälpte dem, tog Sventoldiy till ett knep: på natten, när alla sov, beordrade han två stora gropar att grävdes på huvudtorget och fylldes med vatten och mjöl och honung, resultatet blev en näringsrik vätska när folket på morgonen såg att jorden själv gav dem mat, piggnade soldaterna tillbaka till fiendens belägring. Efter detta erkände Sventoldiy att det var hans idé och den resulterande drinken fick namnet "Kisel" efter honom. Med tiden har receptet på drycken förändrats och nu är den gjord av bärjuice, efternamnet har också ändrats och låter nu som "Kyselov". 

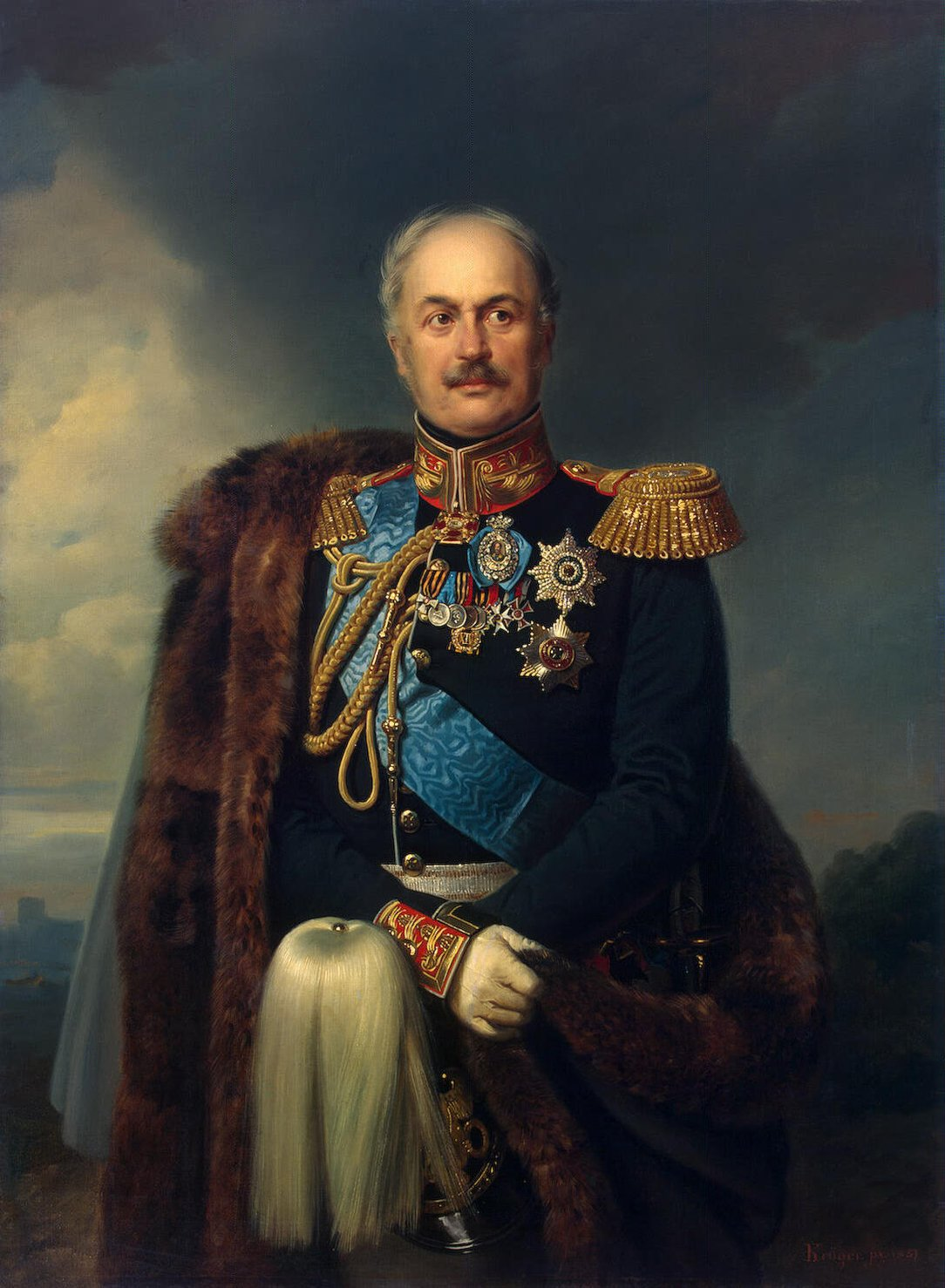
Greve Pavel Kyselov

Sedan dess har familjen Kyselov haft många kända och berömda personligheter, diplomater, politiker och militär personal. Senare gav kejsar Nikolaj I Pavel Kyselov och alla hans ättlingar titeln greve.
Under sin historia var Kyselovs föremål för följande stater:
- Kievrus
- Konungariket Galicien–Volhynien(en)
- Tsarryssland
- Kejsardömet Ryssland
- Ukraina (nutid (betyder familjens huvudlinje))

## Byte av familjens vapen
Traditionellt använde familjen Kyselov det polsk-litauiska vapnet "Kisel", men efter enandet av familjerna Kyselov och Urbanovich-Pillecki i mitten av 1900-talet fick vapnet ett nytt element, nämligen en vit bevingad svan.

## För närvarande
Familjen Kyselov är bland de få östeuropeiska aristokratiska familjer som lyckades överleva den Ryska revolutionen 1917 och återupplivas efter Sovjetunionens fall. För närvarande är grevarna Kiselyov medborgare i Ukraina. De flesta av deras aktiviteter är utbildnings- och välgörenhetsverksamhet i Öst- och Centraleuropa.